# الطاقة الشمسية في البرتغال

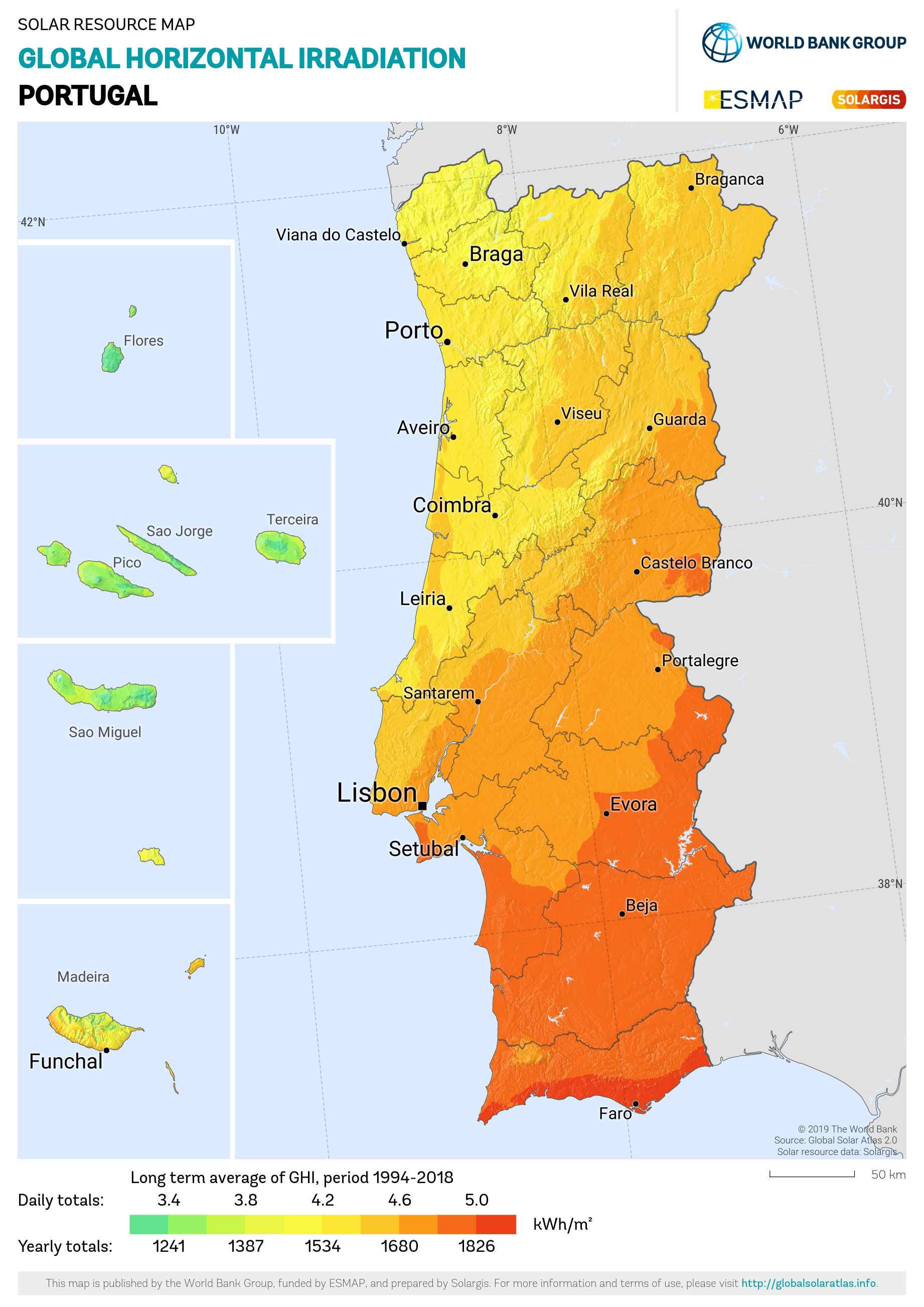
الإشعاع الشمسي في البرتغال

في نهاية عام 2013، وصلت السعة الكلية للطاقة الشمسية في البرتغال إلى حوالي 277.9 ميجاوات، لتصبح السعة التراكمية تقريبا 437 جيجاوات، موفرة بذلك الكهرباء لأكثر من 166500 منزل وموفرة بذلك ما يقرب من 107074 طن من انبعاثات ثاني أكسيد الكربون. كما بلغت نسبة الزيادة في السعة 25٪ عما كانت عليه في عام 2012.
في عام 2013، كانت حصة الطاقة الشمسية في الشبكة العامة للكهرباء حوالي 0.58٪.

## محطات الطاقة الشمسية

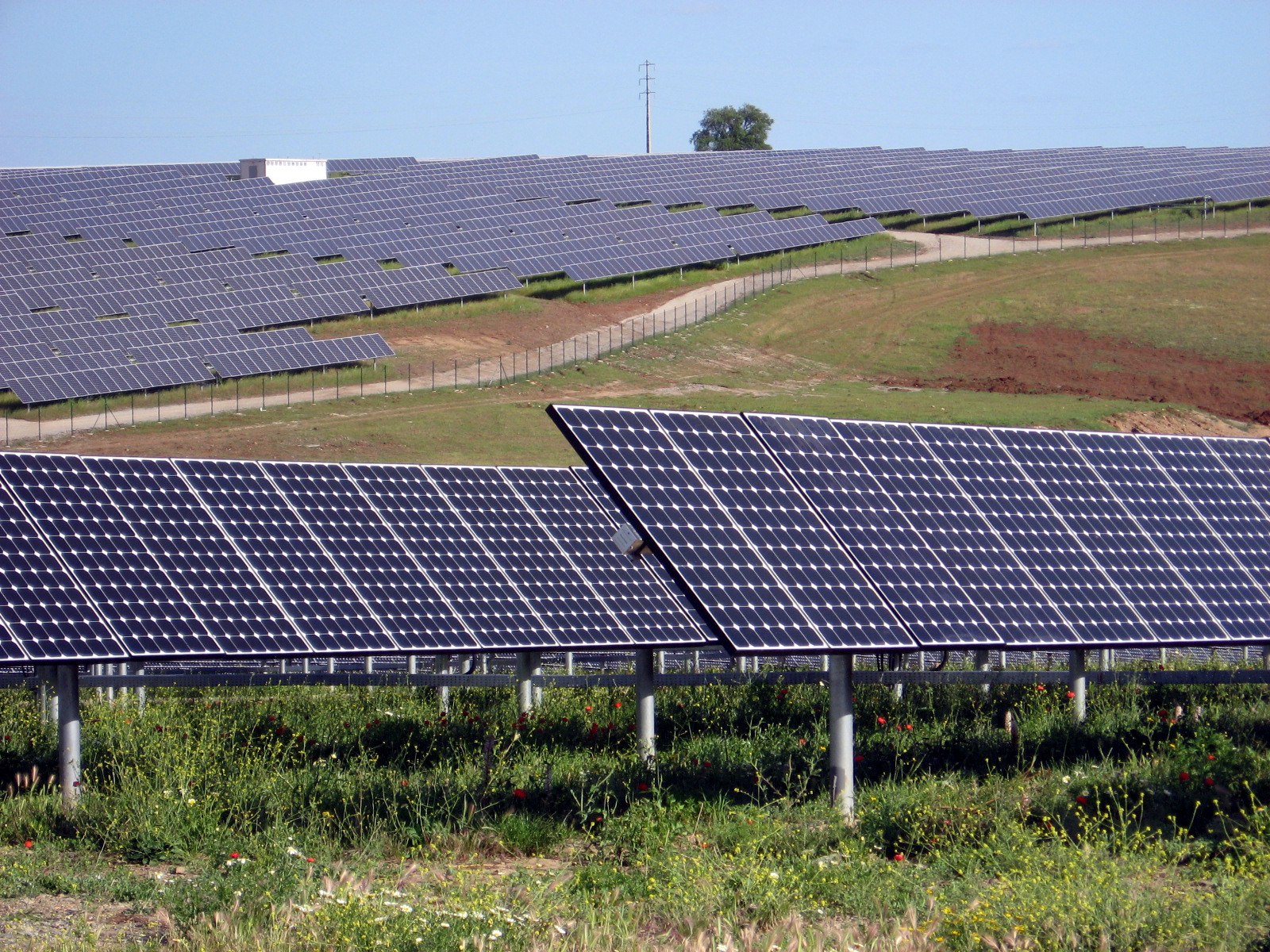
محطة سيربا للطاقة الشمسية،

تبلغ سعة محطة سيربا للطاقة الشمسية حوالي 11 ميجاوات على مساحة 150 فدان (0.61 كيلومتر مربع) مستخدمة حوالي 52000 لوح شمسي. هذه الألواح مثبته على ارتفاع 2 متر عن سطح الأرض. توفر المحطة الكهرباء لأكثر من 8000 منزل، كما توفر ما يقرب من 30000 طن من انبعاثات غاز ثاني أكسيد الكربون سنويا.
في فبراير 2014، تم افتتاح محطة للطاقة الشمسية في كراتشي بسعة إجمالية 170 ميجاوات في السنة. عبر مالكها جمعية التنمية الزراعية عن خيبة أملها في القوانين البرتغالية التي تحد من الإنتاج قائلة «لقد قمنا بتثبيت 1/10 من السعة التي نريدها فقط». توفر هذه المحطة ما يقرب من 68 طن من انبعاثات غاز ثاني أكسيد الكربون سنويا.

## السعة الكلية
| العام                                           | السعة الكلية بالميجاوات (MW) | التوليد بالجيجاوات (GWh) |
| ----------------------------------------------- | ---------------------------- | ------------------------ |
| 2005                                            | 3.0                          | n.a.                     |
| 2006                                            | 3.4                          | n.a.                     |
| 2007                                            | 17.9                         | n.a.                     |
| 2008                                            | 68.0                         | n.a.                     |
| 2009                                            | 102.2                        | 160                      |
| 2010                                            | 130.8                        | 213                      |
| 2011                                            | 143.6                        | 277                      |
| 2012                                            | 228.8                        | 360                      |
| 2013                                            | 277.9                        | 437                      |
| 2014                                            | 419.0                        | 631                      |
| المصدر: تقرير الطاقة الشمسية، نشر في مارس 2015. |                              |                          |

## وصلات خارجية
- Solar power in Portugal
- Portugal starts huge solar power plant
- World's Largest Solar Photovoltaic Power Plant to be Built with GE Investment and PowerLight Technology
- 11-MW Solar PV Plant Dedicated in Portugal